# Rada Doradców Ekonomicznych (Stany Zjednoczone)
Rada Doradców Ekonomicznych (ang. Council of Economic Advisers, CEA) – organ doradczy, stworzony na mocy Employment Act z 1946 w celu doradzania prezydentowi Stanów Zjednoczonych w obszarze polityki gospodarczej. Jest ona częścią biura decyzyjnego prezydenta i formułuje dużą część polityki gospodarczej Białego Domu.
W szczególności do obowiązków rady należy:
- wspieranie prezydenta i doradzanie mu w przygotowywaniu raportów ekonomicznych
- zbieranie w odpowiednim czasie wiarygodnych informacji dotyczących rozwoju gospodarczego i trendów, zarówno bieżących, jak i przewidywanych, analizowanie i interpretowanie powyższych informacji
- ocena projektów i działań rządu federalnego
- opracowywanie i rekomendowanie prezydentowi polityki gospodarczej wspierającej i promującej wolną konkurencję, przeciwdziałającą wahaniom koniunkturalnym i zmniejszającą ich efekty, oraz utrzymywanie wysokiego poziomu zatrudnienia, produkcji i siły nabywczej
- przeprowadzanie badań i dostarczanie raportów i rekomendacji dotyczących federalnej polityki gospodarczej i ustawodawstwa na zlecenie prezydenta.

Rada składa się z trzech członków mianowanych przez prezydenta, za zgodą Senatu. Każdy z członków powinien odznaczać się ponadprzeciętnymi kwalifikacjami niezbędnymi do skutecznej realizacji wyżej wymienionych celów. Następnie prezydent desygnuje jednego z członków na przewodniczącego.
Do jego oficjalnych obowiązków należy tworzenie opinii wydawanych przez Radę. Pozostali członkowie prowadzą analizy na polu polityki gospodarczej, reprezentują Radę na spotkaniach z innymi agencjami rządowymi i współpracują z przewodniczącym w wydawaniu rad gospodarczych.
Oprócz przewodniczącego i dwóch członków Rada ma do dyspozycji nieco szersze grono ekspertów, składające się z:
- około 10 starszych doradców (zazwyczaj profesorów uniwersyteckich na jedno- lub dwuletnich urlopach)
- około 10 młodszych doradców (najczęściej absolwentów studiów ekonomicznych będący ekspertami w jakiejś dziedzinie)
- 4 statystyków ekonomicznych, którzy wspomagają ekonomistów w interpretacji i identyfikacji danych.

## Członkowie Rady
Obecnym przewodniczącym Rady jest Stephen Miran.
Przewodniczącymi Rady w przeszłości byli:

- Cecilia Rouse 2021-2023
- Kevin Hasset(inne języki) 2017-2019
- Jason Furman(inne języki) 2013-2017
- Alan Krueger 2011-2013
- Austan Goolsbee(inne języki) 2010-2011
- Christina Romer 2009-2010
- Edward Lazear 2006-2009
- Ben S. Bernanke 2005-2006
- Harvey S. Rosen 2005
- N. Gregory Mankiw 2003-2005
- R. Glenn Hubbard 2001-2003
- Martin Neil Baily 1999-2001
- Janet Yellen 1997-1999
- Joseph E. Stiglitz 1995-1997 (członek od 1993)
- Laura D’Andrea Tyson 1993-1995
- Michael J. Boskin 1989-1993

Do innych byłych wpływowych członków Rady należą:

- Edwin G. Nourse 1946-1949 (przewodniczący)
- Leon H. Keyserling 1949-1950 (pełniący obowiązki przewodniczącego); 1950-1953 (przewodniczący)
- Arthur Burns 1953-1956 (przewodniczący)
- Raymond J. Saulnier 1956-1961 (przewodniczący)
- Walter W. Heller 1961-1964 (przewodniczący)
- Gardner Ackley 1964-1968 (przewodniczący)
- Arthur M. Okun 1968-1969 (przewodniczący)
- Paul W. McCracken 1969-1971 (przewodniczący)
- Herbert Stein 1972-1974 (przewodniczący)
- Alan Greenspan 1974-1977 (przewodniczący)
- Charles L. Schultze 1977-1981 (przewodniczący)
- Murray L. Weidenbaum 1981-1982 (przewodniczący)
- Martin Feldstein 1982-1984 (przewodniczący)
- Beryl W. Sprinkel 1985-1989 (przewodniczący)
- John D. Clark(inne języki) 1946-1953
- James Tobin 1961-1962
- Otto Eckstein(inne języki) 1964-1966
- Hendrik S. Houthakker 1969-1971
- William D. Nordhaus 1977-1979

## Historia
Radę utworzono w 1946 roku. W pierwszych 7 latach swojego funkcjonowania Rada dokonała pięciu istotnych ulepszeń w amerykańskiej polityce gospodarczej:
- zastąpienie cyklicznego modelu ekonomii modelem wzrostu
- postawienie ilościowych celów dla gospodarki
- wykorzystanie teorii hamulca fiskalnego i budżetu przy pełnym zatrudnieniu
- rozpoznanie potrzeby większej giętkości w opodatkowaniu
- wycofanie się z wyobrażenia o bezrobociu jako problemie strukturalnym poprzez realizację polityki niskiego zagregowanego popytu

W 1949 doszło do dyskusji między ówczesnym przewodniczącym Edwinem Noursem a członkiem Rady Leonem Keyserlingiem. Nourse wierzył, że gospodarka ma wybór między „pistoletami a masłem”, ale Keyserling argumentował, że rozwijająca się gospodarka poradzi sobie z wysokimi wydatkami zbrojeniowymi przy jednoczesnym wzroście poziomu życia. W 1949 Keyserling uzyskał wsparcie wpływowych doradców prezydenta Trumana Deana Achesona i Clarka Clifforda. W efekcie tego Nourse zrezygnował z pozycji przewodniczącego Rady, przestrzegając jednocześnie przed niebezpieczeństwami związanymi z deficytami budżetowymi i wzmożonymi wydatkami na zbrojenia. Przewodniczącym Rady został Keyserling, który następnie wpłynął na wprowadzenie przez prezydenta Trumana polityki Fair Deal i na treść ekonomicznych sekcji 68 Rezolucji Rady Bezpieczeństwa Narodowego, w której napisano, że silniej uzbrojona amerykańska armia nie wpłynie na poziom życia Amerykanów ani na ryzyko zmiany wolnorynkowego charakteru amerykańskiej gospodarki.
Podczas recesji w latach 1953–1954 Rada (pod przewodnictwem Arthura Burnsa) poparła aktywne kontracykliczne podejście do jej zwalczenia. Szczególnie istotnymi punktami w jej programie doradczym były wprowadzanie programu robót publicznych, ułatwienie dostępu do kredytów i obniżenie podatków.